# ¡U-S-A!
¡U-S-A! (fonética: "ju es ei") es un grito coreado que comúnmente se utiliza para alentar a las selecciones deportivas nacionales de Estados Unidos o para expresar orgullo por la propia nacionalidad estadounidense. Se compone del deletreo reiterativo de la sigla en inglés del nombre oficial del país, The United States of America. 
Este cántico fue documentado a modo de vitoreo en los Juegos Olímpicos de 1972 en Múnich, Alemania, durante la final de baloncesto disputada entre Estados Unidos y la Unión Soviética, dicho evento ocurrió dentro del contexto de la Guerra Fría, lo que le dio un realce en la rivalidad deportiva, pero que sin embargo no fue popularizado hasta los Juegos Olímpicos de 1980 en Lake Placid, Nueva York, cuando la Selección de hockey sobre hielo de Estados Unidos venció en la final a la selección soviética en la victoria que fue llamada el «milagro sobre hielo». El origen del vitoreo es incierto, aunque existen registros que datan anteriormente a las Olimpiadas de 1972. 
También fue cantado durante la final de atletismo en los 1500 metros de los Juegos Olímpicos de 1936 en Berlín. Puede ser oído en el documental Olympia de Leni Riefenstahl en 1:01:55.
Después de los atentados del 11 de septiembre de 2001 este grito recobró sentido en señal de unidad nacional en múltiples ceremonias de carácter patriótico. Fue oído durante la visita del Presidente George W. Bush a las ruinas del sitio del World Trade Center a la semana siguiente de los ataques a las Torres Gemelas. El 1 de mayo de 2011, una multitud se congregó a las afueras de la Casa Blanca tras el anuncio del Presidente Barack Obama sobre la muerte de Osama bin Laden, quien fue abatido por un comando de élite de las fuerzas militares estadounidenses en Pakistán, la multitud comenzó a vitorear espontáneamente este grito.